# São João do Sabugi
São João do Sabugi là một đô thị thuộc bang Rio Grande do Norte, Brasil. Đô thị này có diện tích 277,01 km², dân số năm 2007 là 5857 người, mật độ 21,1 người/km².